# Adolfo Armando Uriona
Adolfo Armando Uriona FDP (Mar del Plata, 27 de maio de 1955) é bispo de Villa de la Concepción del Río Cuarto.
Adolfo Armando Uriona ingressou na Congregação dos Filhos da Divina Providência, fez a profissão em 8 de março de 1979 e foi ordenado sacerdote em 28 de junho de 1980.
O Papa João Paulo II o nomeou Bispo de Añatuya em 4 de março de 2004. O Arcebispo de Buenos Aires Jorge Mario Cardeal Bergoglio SJ o consagrou em 8 de maio do mesmo ano; Os co-consagrantes foram Agustín Roberto Radrizzani SDB, Bispo de Lomas de Zamora, e Miguel Mykycej FDP, Bispo de Santa María del Patrocinio em Buenos Aires.
Em 4 de novembro de 2014, o Papa Francisco o nomeou Bispo de Villa de la Concepción del Río Cuarto. A posse ocorreu em 19 de dezembro do mesmo ano.